# GvSIG
gvSIG è un programma informatico per la gestione di informazioni geografiche (GIS) con precisione cartografica che viene distribuito con licenza GNU GPL. Permette di gestire dati vettoriali e raster e di connettersi a server cartografici con standard OGC. Proprio l'implementazione di servizi OGC è una delle principali caratteristiche di gvSIG: WMS (Web Map Service), WCS (Web Coverage Service), WFS (Web Feature Service).
gvSIG nacque nel 2003 quando la Direzione Infrastrutture e Trasporti della Comunità Valenzana decise di realizzare un proprio sistema informativo territoriale completo con l'utilizzo di software open source e GNU GPL2. Il progetto è finanziato dall'Unione europea, Fondo europeo di sviluppo regionale (FESR).
L'applicativo è sviluppato dalla società privata IVER Tecnologìas de la Informacion S.A. sotto la supervisione della Università Jaume I, per lo sviluppo secondo gli standard Open Geospatial Consortium.
Il nome del programma è la sigla di Generalitat Valenciana - Sistema de Información Geográfica, ovvero "Generalità Valenziana - Sistema d'Informazione Geografica".
Scritto in linguaggio di programmazione Java, funziona su sistemi operativi Microsoft Windows, Linux e mac os. Utilizza librerie standard GIS come Geotools o Java Topology Suite (JTS). 
Possiede un linguaggio di scripting basato su jython. 
Possono essere realizzate estensioni in Java utilizzando le classi di gvSIG.
GvSIG supporta i seguenti formati:
- Vettoriali: Shapefile, DXF, DWG, DGN, KML, GML
- Raster: ECW, MrSID, JPEG, jp2, TIFF, GeoTIFF, PNG, GIF.

## Estensioni
È disponibile una serie di estensioni realizzate dal gruppo di sviluppo e da altri che aggiungono ulteriori funzionalità al programma.
- Cliente ArcIMS: aggiunge servizi ArcIMS sia per immagini che per geometrie.
- Sextante: Sistema Extremeño di Analisi Territoriale. Aggiunge strumenti di analisi raster e vettoriale per un totale di più di 200 funzioni.
- Pilota di reti: permette il calcolo della via più breve e la generazione della topologia di rete.